# PalaIlio
Il PalaIlio,  dal maggio 2024 Pala Daidone (denominazione commerciale  Pala Shark), è un palazzetto dello sport di Trapani, dove gioca la società di basket Trapani Shark
Il palasport è di proprietà comunale e sorge in una zona d'espansione a sud della città, poco distante dal centro e dal porto cittadino, area che comprende anche una Piscina olimpionica all'aperto ed un ampio parcheggio.

## Realizzazione
Il palasport fu progettato nel 1986 dall'Ing. Antonio Rizzo, calcolista dell'Arch. Manfredi Nicoletti (con il quale ha collaborato per il Palasport di Palermo e la Serra scientifica per farfalle tropicali per l'Università di Catania), e inaugurato nel 1991.
Realizzato in tre anni si compone di una struttura in calcestruzzo di cemento armato (faccia vista) con l'innesto di piloni e cavi in acciaio che collaborano nel sostenere la copertura. Quest'ultima è realizzata in tralicci e cavi a formare una struttura radiale che termina in un lucernario.
Internamente, alla forma perimetrale circolare, segue un profilo elleittico delle gradinate ottimizzatte per la visione di eventi sportivi, principalmente la pallacanestro, ma adatto anche a sport come il Calcio a 5 che usufruisce di maggiore spazio di gioco. Superiormente alle gradinate è posto un anello a circa 15-20 metri da terra in grado di ospitare 500-600 spettatori.
Nel tempo la sua capienza si è modificata: inizialmente progettato per 5500 posti, poi ridotti a 5000 ed attualmente con capienza ufficiale di 4.490 posti a sedere.
Le ultime ristrutturazioni sono avvenute nel corso del 2009 con l'introduzione anche uno nuovo parquet di gioco, nel 2013 e nel 2023.

### Denominazioni
Dal 19 gennaio 2012 il Palailio assume ufficialmente la denominazione di PalaDespar dallo sponsor dalla catena di supermercati Despar.
Dal 17 dicembre 2013 assume il nome di PalAuriga, anch'esso mutuato dallo storico sponsor trapanese Tonno Auriga.
Dal 28 agosto 2015 assume la denominazione di PalaConad, conseguente al legame di partnership tra la Pallacanestro Trapani e la Conad società cooperativa attiva nella grande distribuzione.
Nell'agosto 2023 l'amministrazione comunale, risolto il precedente affidamento, ha dato l'impianto in concessione gratuita alla società di basket Trapani Shark, e in settembre ha assunto la denominazione commerciale di Pala Shark.
Nel maggio 2024 l'amministrazione comunale l'ha intitolato al dirigente sportivo Ettore Daidone, scomparso nel 2016.

## Uso sportivo
È il campo ufficiale di gioco della Trapani Shark, la principale squadra cittadina, prendendo il posto del Palagranata dismesso qualche anno dopo.
La pallacanestro può essere considerato lo sport principale svolto nella struttura, accogliendo anche manifestazioni sportive internazionali a livello universitario e giovanile.
Nell'ambito delle Universiadi svoltesi in Sicilia nel 1997 il palasport ospitò il torneo di pallacanestro, dirottato a Trapani (era previsto a Palermo nell'allora incompiuto Palasport Fondo Patti) dopo i noti problemi organizzativi.
Nel 1998 ha ospitato i Campionati Europei Juniores di pallacanestro della FIP, vinti dalla Jugoslavia, con allora giovani prospetti come Türkoğlu, Garbajosa, Nowitzki e Jarić.
Dal 4 al 14 aprile 2003 ospitò le finali di specialità dei Campionati Mondiali di Scherma per la categoria Cadetti e Juniores, con futuri campioni mondiali ed olimpici come Paolo Pizzo, Matteo Tagliariol, Francesca Quondamcarlo, Bianca Del Carretto, Nathalie Moellhausen, Andrea Baldini, Andrea Cassarà e Valentina Cipriani. 

## Spettacoli
Nel palazzetto si sono tenuti concerti di famosi cantanti e gruppi italiani e stranieri tra cui Gianni Morandi, Zucchero, Ragazzi Italiani, Giorgia, Negramaro, Biagio Antonacci, Claudio Baglioni, Pooh e lo spettacolo "Comici da Legare", con Dado, Giovanni Cacioppo, Pino Campagna, Melita Toniolo.